# ميخائيل مارشال (قسيس)
ميخائيل مارشال (بالإنجليزية: Michael Marshall)‏ هو قسيس بريطاني، ولد في 14 أبريل 1936 في لنكولن في المملكة المتحدة.